# 沙希 (杜布羅維察區)
51°36′28″N 26°53′20″E / 51.60778°N 26.88889°E
沙希（烏克蘭語：Шахи），是烏克蘭西北部的村莊，隸屬里夫內州的薩爾內區。該村始建於十六世紀，面積0.32平方公里，海拔高度141米，2001年人口151，人口密度每平方公里471.9人。